# We're Going to Ibiza
"We're Going to Ibiza" é uma canção do grupo holandês de eurodance/bubblegum dance Vengaboys. Foi lançado em março de 1999 como o sexto e último single do The Party Album. A canção foi baseada na música de 1975 do Typically Tropical, "Barbados".
A música é notável pela pronúncia de "ibiza" como /ɪˈbiːtsə/ para os vocalistas na linha de título, que é incomum na língua inglesa, mas uma pronúncia comum na língua holandêsa.

## Popularidade na Áustria
Após a revelação do caso de Ibiza em maio de 2019, que causou a renúncia do vice-chanceler austríaco Heinz-Christian Strache, manifestantes em Viena usaram a música como uma canção de protesto. Como consequência, a música voltou às paradas austríacas e chegou ao número 16. Essa popularidade culminou com uma apresentação ao vivo dos Vengaboys no Donnerstagsdemonstrationen (demonstrações alemãs: quintas-feiras) em frente ao Chancelaria em Viena.

## Videoclipe
O vídeo mostra os membros dos Vengaboys, representados como personagens animados, viajando para Ibiza enquanto passam por muitos lugares, incluindo Roma e Moscou. 

## Lista de Faixas
CD single
1. "We're Going to Ibiza!" (Hit Radio Mix) — 3:39
2. "We Like to Party!" (Jason Nevins Club Mix) — 7:00

Maxi single
1. "We're Going to Ibiza!" (Hit Radio Mix) — 3:39
2. "We're Going to Ibiza!" (DJ Peran Remix) — 6:44
3. "We Like to Party!" (Jason Nevins Club Mix) — 7:00
4. "We Like to Party!" (Tin Tin Out Remix) — 6:47
5. "We Like to Party!" (Klubbheads Remix) — 6:06
6. "We Like to Party!" (Jason Nevins Dub Mix) — 5:49

Australian maxi-single
1. "We're Going to Ibiza!" (Hit Radio Mix) 3:40
2. "We're Going to Ibiza!" (Hit Club Airplay) 3:25
3. "We're Going to Ibiza!" (DJ Peran Remix) 6:44
4. "We're Going to Ibiza!" (Hit Club Extended Remix) 5:08
5. "Paradise" (DJ Jam X & De Leon's DuMonde Mix) 8:38
6. "We're Going to Ibiza!" (Video)

Other remixes
1. "We're Going to Ibiza!" (Beach Radio Mix)
2. "We're Going to Ibiza!" (Beach Extended Mix) 5:22

## Desempenho nas tabelas musicais

### Tabela musical
| Tabela musical (1999)                   | Posição de pico |
| --------------------------------------- | --------------- |
| Áustria - (Ö3 Austria Top 40)           | 12              |
| Austrália - (ARIA)                      | 26              |
| Bélgica - (Ultratop 50 Flanders)        | 2               |
| Dinamarca - (Tracklisten)               | 6               |
| União Europeia - (Eurochart Hot 100)    | 5               |
| Finlândia - (Suomen virallinen lista)   | 9               |
| França - (SNEP)                         | 25              |
| Países Baixos - (Dutch Top 40)          | 1               |
| Países Baixos - (Single Top 100)        | 1               |
| Nova Zelândia - (Recorded Music NZ)     | 6               |
| Noruega - (VG-Lista)                    | 2               |
| Escócia - (Official Charts Company)     | 1               |
| Alemanha - (Official German Charts)     | 9               |
| Irlanda - (IRMA)                        | 9               |
| Suíça - (Schweizer Hitparade)           | 7               |
| Reino Unido - (Official Charts Company) | 1               |
| Suécia - (Sverigetopplistan)            | 2               |

## Ligações Externas
- "Letras dessa música" no MetroLyrics